# Ямани, Ахмед
Ахмед Заки Ямани (30 июня 1930, Мекка, Саудовская Аравия — 23 февраля 2021, Лондон, Великобритания) — саудовский политик, с 1962 по 1986 годы занимавший пост министра нефти и минеральных ресурсов Саудовской Аравии.

## Биография
Окончил Университет короля Фуада в Каире в 1951 году и затем юридические факультеты Нью-Йоркского, Гарвардского и Эксетерского университетов, с 1958 года служил советником саудовского правительства. На посту министра сменил Абдуллу аль-Тарики, смещённого под давлением западных корпораций за его радикальные требования национализации нефти, снискавшие ему репутацию «красного шейха». Сыграл важную роль в разрешении нефтяного кризиса 1973 года.
В сентябре 1985 года объявил о прекращении ограничения нефтедобычи, «после чего, на протяжении следующих 6 месяцев, добыча нефти Саудовской Аравией увеличилась в 3,5 раза, после чего цены рухнули, там можно смотреть по месяцам — в 6,1 раза» (Е. Гайдар). По мнению большинства историков, именно это повлекло острый дефицит советского бюджета, вынудивший М. Горбачёва начать перестройку советской системы.
Умер в Лондоне 23 февраля 2021 года.